# Вал відбору потужності

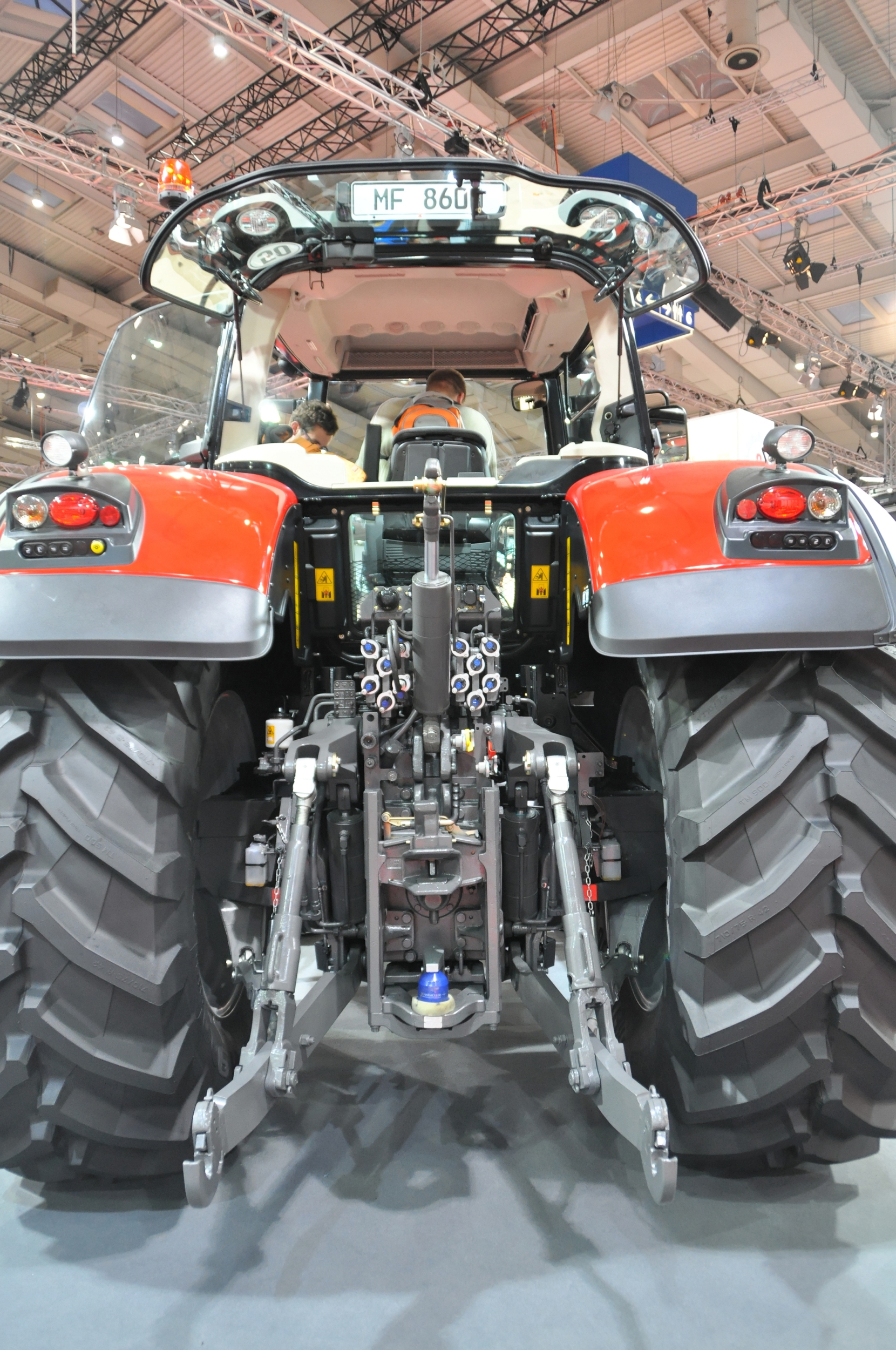
Вигляд задньої «трьохточки», видно вал відбору потужності

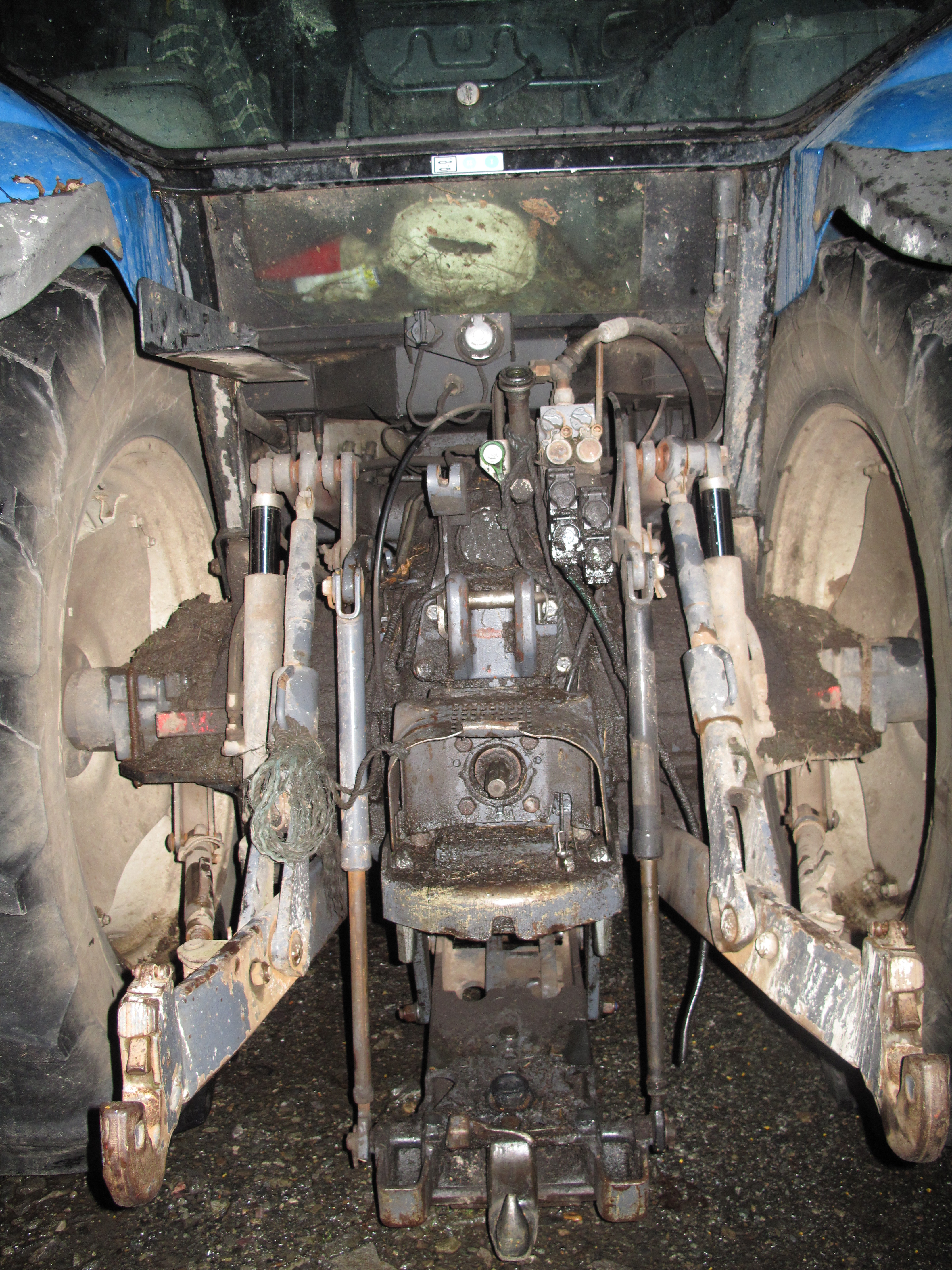
Інший варіант

Вал відбору потужності — спеціально виведений назовні вал тракторів, в окремих випадках вантажівок, що передає обертання від двигуна на навісне обладнання, активні причепи та інші механізми.
Валом відбору потужності (далі ВВПот) оснащується абсолютна більшість сучасних тракторів. Проте все ще зустрічаються старі трактори без ВВПот (наприклад, ДТ-55).

## Особливості застосування
У більшості випадків трактори оснащуються заднім ВВПот'ом і, відповідно, заднім триточковим навісним пристроєм («трьохточкою»). Рідше зустрічається техніка, яка для зручності роботи оператора повинна знаходитися перед оператором (фронтальний навантажувач; навісний передній лафетний пожежний ствол, передня косарка ухилів дорожнього покриття, грейдерне обладнання тощо). У цьому випадку трактори можуть оснащуватися переднім ВВПот'ом чи обома (переднім та заднім) одночасно.
Трактори, які не потребують виконання вузькоспеціалізованих завдань, зазвичай забезпечуються механічними та гідравлічними системами відбору потужності. Трактори спеціального призначення комплектуються електричними або пневматичними системами.
Призначення всіх видів систем відбору потужності — передача обертання від двигуна на додаткові агрегати, що використовуються з трактором.

### Механічна система відбору потужності
В механічній системі відбору потужності передача обертання від двигуна трактора до агрегатованої системи передається механічним шляхом. Вихідний кінець ВВПот з'єднується з валом приймання потужності агрегатованої системи. Старі моделі тракторів у своєму оснащенні мали як кінцевий елемент системи відбору потужності привідний шків, а привід навісного обладнання здійснювався шляхом використання пасової передачі.
Вал відбору потужності виходить з коробки передач через окреме зчеплення, є спеціальна «муфта ВВПот». На деяких моделях тракторів трансмісія приводу ВВПот може мати досить складну конструкцію, але вона зазвичай містить ті ж вузли, що і основна трансмісія — коробка передач, муфта зчеплення, кінцеві передачі.
Режими приводу валу відбору потужності поділяються на
- залежний,
- незалежний,
- синхронний,
- напівнезалежний.

Якщо трактор обладнаний незалежним приводом ВВПот, то в цьому випадку потоки потужності поділяються перед основною трансмісією. Такий тип дозволяє передавати обертання на додаткове обладнання навіть під час руху трактора.
Залежний привід ВВПот конструктивно простіший, оскільки передача потужності здійснюється з вала коробки передач, однак, привід агрегатованої системи неможливий при вимкненому зчепленні і при русі трактора. Залежний режим приводу ВВПот зазвичай використовується в тракторах промислового призначення.
При використанні в конструкції напівнезалежного привода ВВПот включення і відключення його при рухомому тракторі неможливо.
Синхронний режим привода вала відбору потужності заснований на передачі обертання від головної передачі, яке узгоджується зі швидкістю руху трактора.
У сучасних моделях тракторів зазвичай використовуються багаторежимні вали відбору потужності, а їх частота обертання регулюється за допомогою східчастих або безсхідчастих трансмісій.
Незалежний режим роботи ВМО повинен використовуватися при експлуатації машин, частота обертання робочих агрегатів яких не залежить від швидкості руху трактора. До них належать навісне, насосне, компресорне та причіпне обладнання. Синхронний привод ВМО зазвичай необхідний для експлуатації посівних агрегатів, обладнання для дорожніх робіт, наприклад, розмітки.
Сучасні моделі тракторів можуть бути оснащені кількома механізмами ВМО, в цьому випадку вихідний вал може бути спереду, ззаду і збоку трактора. Кожен з механізмів ВМО може бути однорежимним чи багаторежимним.

### Гідравлічна система відбору потужності
Принцип роботи гідравлічної системи відбору потужності полягає в передачі обертання від двигуна на агрегатовану систему за допомогою потоку рідини, що використовується в системі. ГСВП (гідравлічна система відбору потужності) широко використовується на сучасних моделях тракторів та мінітракторів для приводу механізмів складних комунальних або сільськогосподарських машин. Гідравлічна система відбору потужності складається з аксіально-поршневого або радіально-поршневого гідравлічного насоса, розподільника, місткості для використовуваної в системі рідини (наприклад, масло), радіатора охолодження і з'єднувальних муфт.
Гідравлічна система відбору потужності дозволяє плавно регулювати частоту обертання, незалежно розподіляти обертання на кілька робочих органів і автоматизувати процес. ГСОМ може бути навісна з приводом від валу відбору потужності або знаходитися усередині конструкції машини.

### Електрична система відбору потужності
Принцип роботи електричної системи відбору потужності полягає в передачі потужності двигуна трактора/мінітрактори до робочих органів агрегатируемой системи за допомогою електроструму. Трактори, в конструкції яких використовується ЭСОМ, по суті своїй пересувна електрична станція. Електрична система відбору потужності зазвичай використовується при необхідності роботи трактора з механізмами та машинами, оснащеними індивідуальним приводом робочих органів і при перетворенні потужності двигуна трактора в немеханічний вид енергії. ЕСВП як правило не входить в основну конструкцію трактора, її установка проводиться при додатковій комплектації машини.
На деяких моделях тракторів/мінітракторів є спеціально відведені на рамі майданчики для установки генератора. Електрична система відбору потужності складається з електрогенератора і розподільника електроенергії.

### Приклади техніки, що адаптована для роботи з ВВПот'ом
- Борона навісна[1]
- Сівалка навісна
- Фреза вертикальна активна
- Фреза горизонтальна активна
- Підмітально-прибиральна машина
- Пристрій для поливання
- Рубальні машини
- Мульчувач
- Подрібнювач пнів
- Активний причіп
- Косарка навісна
- Механізми, що змонтовані на причепах

Для роботи з навісним устаткуванням швидкість обертання ВВПот стандартизована. Стандартні значення: 540 об/хв, 1000 об/хв. Ряд тракторів оснащується можливістю перемикатися між цими двома значеннями. Робота на навісному обладнанні з невідповідною швидкістю обертання ВВПот (540 замість 1000 або 1000 замість 540) може призвести до недостатньої ефективності роботи навісного пристрою, або до його пошкодження.